# Fédération sud-est-allemande de football

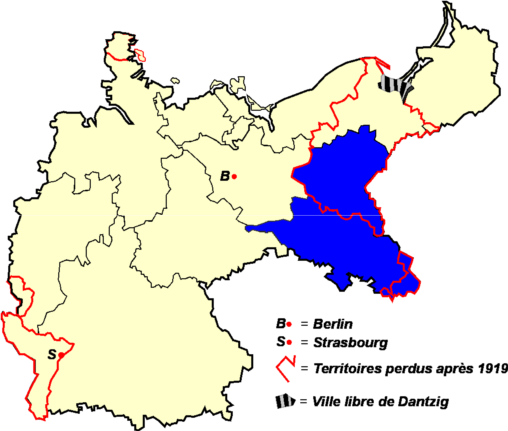
Territoires couverts par la SOFV avant la Première Guerre mondiale.

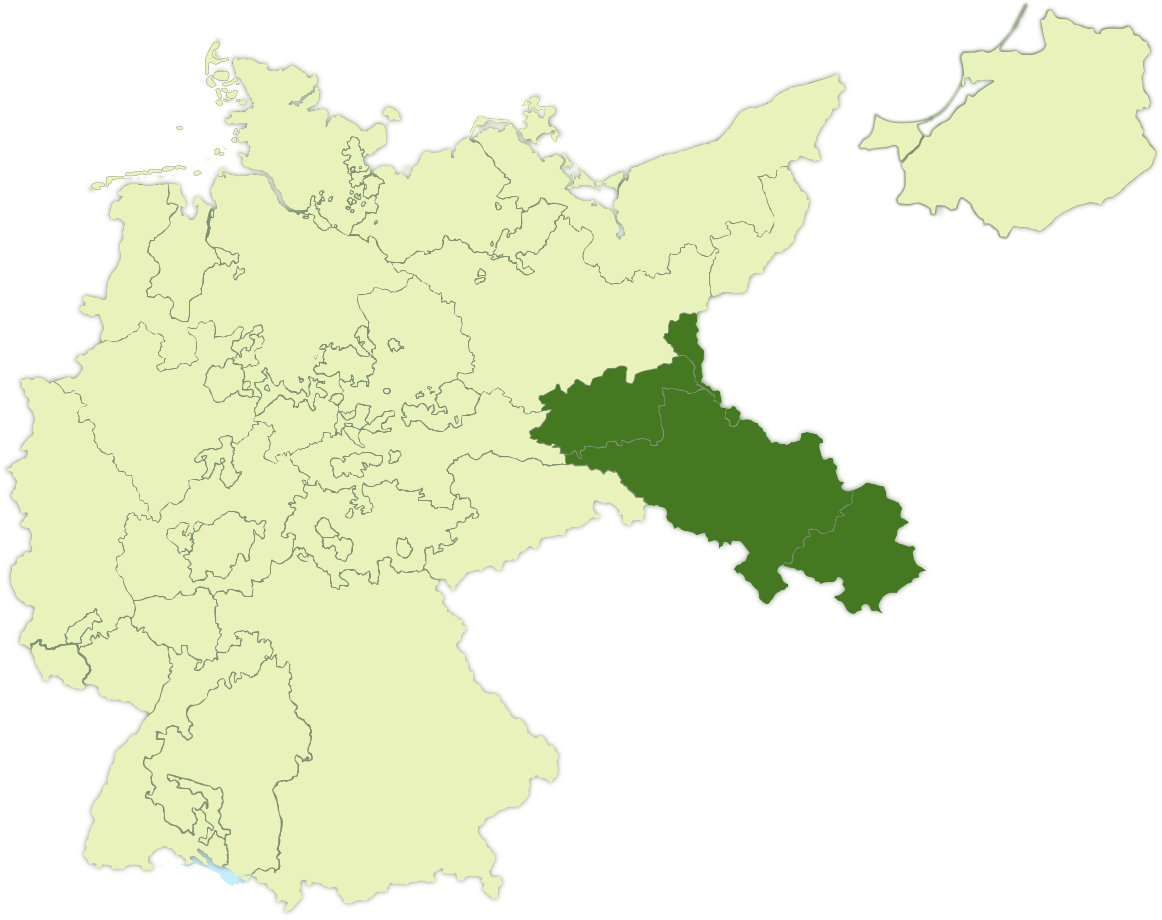
Territoires couverts par la SOFV après la Première Guerre mondiale.

La Fédération sud-est-allemande de football (SOFV, allemand : Südostdeutscher Fußball-Verband) est une ancienne fédération de football régionale.
Cette fédération exista de 1906 à 1933. Elle couvrit les territoires de la Basse-Lusace, de la Silésie, de la Haute-Lusace et de la Posnanie. À partir de 1922, à la suite du traité de Versailles, elle perd la Posnanie.
La SOFV cessa d'exister après l'arrivée au pouvoir des Nazis, en février 1933. Le régime hitlérien accapara le sport comme organe de propagande et de contrôle de la population par l'entremise du DRL/NSRL. Celui-ci modifia toute la structure sportive pour l'adapter aux desseins totalitaires du parti nazi. La région du Sud-Est fut alors partagée entre la Gauliga Silésie et la Gauliga Berlin-Brandenbourg. À partir de 1941, la Gauliga Silésie est scindée en deux, donnant naissance aux Gauligen Haute-Silésie et Basse-Silésie. Les clubs de la Posnanie, quant à eux, évolueront au sein de la Gauliga Territoire de la Warta.
431 clubs de football comptant 59 353 adhérents étaient organisés au sein de la SOFV (au 31 décembre 1931).

## Fondation
À l'initiative de la Verband Niederlausitzer Ballspiel-Vereine (Fédération des jeux de balle de Basse-Lusace) et de la Verband Breslauer Ballspiel-Vereine (Fédération des jeux de balle de Breslau), la SOFV est fondée le 18 mars 1906 à Cottbus. La fédération siège à Breslau.
Le 12 août 1906 la Verband Niederlausitzer Ballspiel-Vereine décide de fusionner avec la SOFV, et devient ainsi le Bezirk de Basse-Lusace de la fédération. Le 26 août de la même année, la Verband Breslauer Ballspiel-Vereine fait de même et devient le Bezirk de Breslau de la fédération sud-est-allemande. Fin août ou début septembre, la Kattowitzer Ballspiel-Verband (Fédération des jeux de balle de Kattowitz) et ses trois clubs rejoint également la SOFV, formant le Bezirk de Haute-Silésie, avec le FC 1903 Ratibor qui avait adhéré en juin. Deux autres Bezirke sont créés en septembre 1906 : le Bezirk de Basse-Silésie et le Bezirk de Posen. Le Bezirk de Basse-Silésie est fondé lors de son assemblée le 4 novembre et entame le championnat immédiatement après. L'ATV Liegnitz, le FC Blitz Liegnitz, le FC Viktoria Liegnitz et le SC Germania Vereinigung 1905 Liegnitz et le FC 1904 Freiburg font initialement partie du Bezirk. À Posen, il n'y avait probablement que les deux clubs suivant : DSV Posen et le 1. FC Britannia Posen qui rejoignent la SOFV à l'été 1906. Les matchs dans la Bezirksklasse Posen ne sont enregistrés qu'à partir de la saison 1908/09. La première manche finale du championnat d'Allemagne du Sud-Est a lieu en mars 1907. Le SC Schlesien 1901 Breslau remporte le premier titre du championnat en 1901 à Breslau. En 1910, le 6e Bezirk est formé, le Bezirk de Haute-Lusace. Le centre du Bezirk était constitué des villes de Görlitz et Sagan. Après la Première Guerre mondiale, Posen devient polonaie, entraînant la disparition du Bezirk de Posen. En 1925, la fédération crée le nouveau Bezirk de Bergland, comprenant des clubs des montagnes du Waldenbourg (en), qui jouaient auparavant en majorité au sein de la Bezirksklasse de Basse-Silésie.

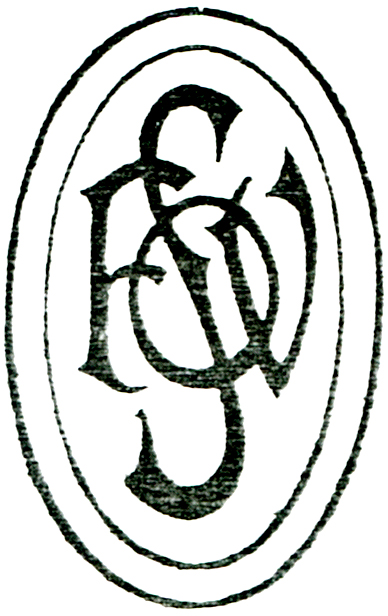
Ancien logo de la SOFV
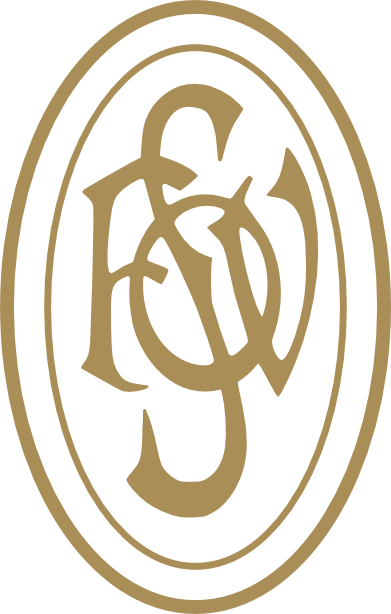
Ancien logo de la SOFV
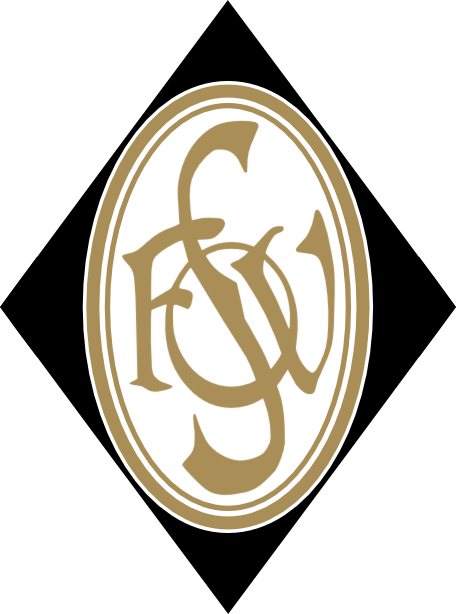
Dernier logo de la SOFV

## Dissolution
Alors que les nazis mettent le sport au pas, les fédérations régionales de la DFB sont dissoutes : la fédération sud-est-allemande décide de se dissoudre le 15 juillet 1933.
En 1933, la majorité des clubs sont reversés dans la Gauliga Silésie et ses ligues inférieures associées, tandis que les clubs de Forst, Cottbus et Guben sont reversés dans la Gauliga Berlin-Brandenbourg et ses ligues inférieures associées.

## Subdivisions

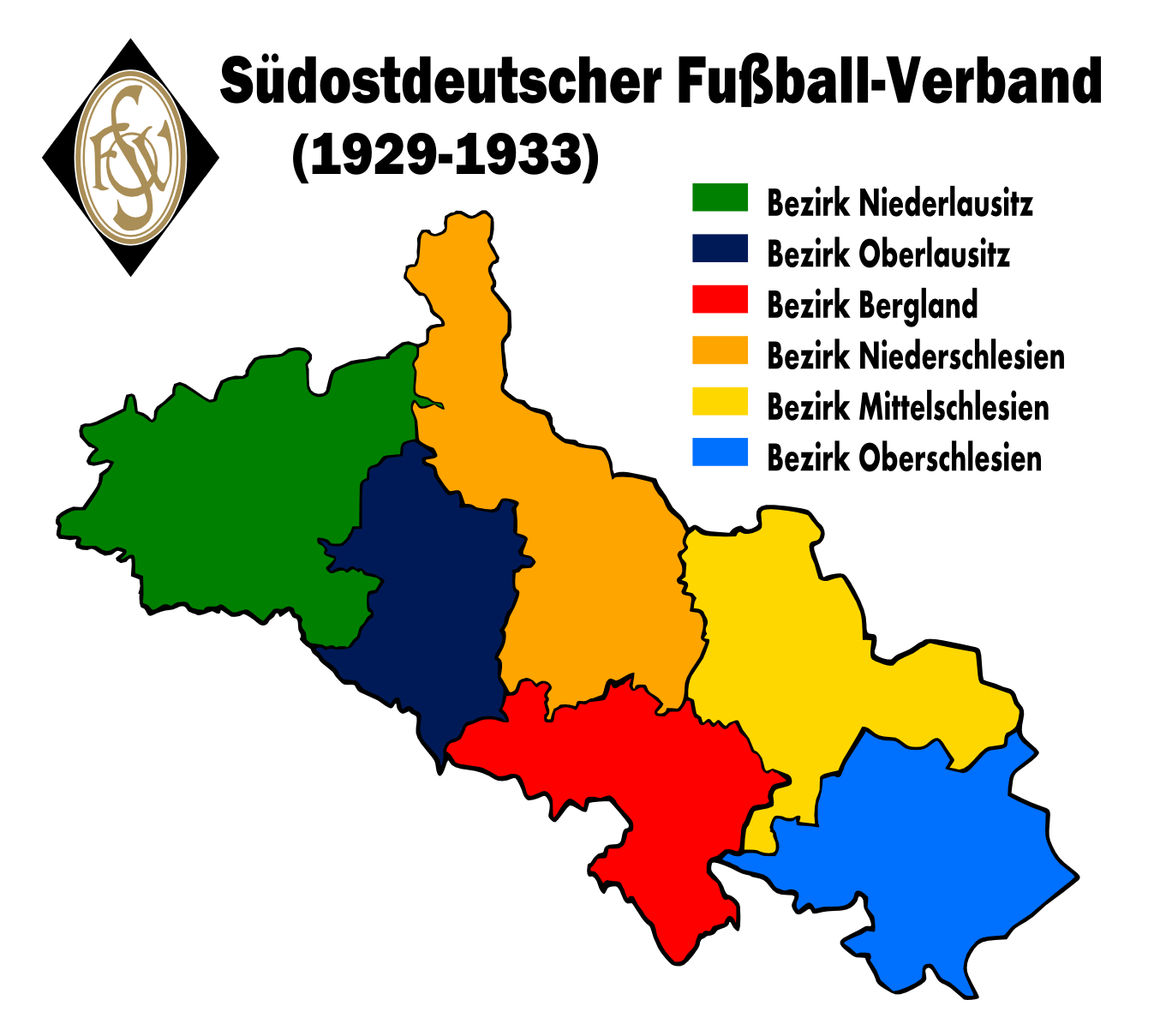
Subdivisions de la SOFV de 1922 à 1933.

| Saison    | Bezirk Niederlausitz (Basse-Lusace) | Bezirk Oberlausitz (Haute-Lusace) | Bezirk Niederschlesien (Basse-Silésie) | Bezirk Breslau/Mittelschlesien (Breslau/Silésie centrale) | Bezirk Oberschlesien (Haute-Silésie) | Bezirk Bergland (Montagnes) | Bezirk Posen (Posen) |
| --------- | ----------------------------------- | --------------------------------- | -------------------------------------- | --------------------------------------------------------- | ------------------------------------ | --------------------------- | -------------------- |
| 1906-1907 | Bezirksklasse Niederlausitz         |                                   | Bezirksklasse Niederschlesien          | Bezirksklasse Breslau                                     | Bezirksklasse Oberschlesien          |                             |                      |
| 1907-1908 | Bezirksklasse Niederlausitz         |                                   | Bezirksklasse Niederschlesien          | Bezirksklasse Breslau                                     | Bezirksklasse Oberschlesien          |                             |                      |
| 1908-1909 | Bezirksklasse Niederlausitz         | Bezirksklasse Oberschlesien       | Bezirksklasse Niederschlesien          | Bezirksklasse Breslau                                     | Bezirksklasse Posen                  |                             |                      |
| 1909-1910 | Bezirksklasse Niederlausitz         | Bezirksklasse Oberschlesien       | Bezirksklasse Niederschlesien          | Bezirksklasse Breslau                                     | Bezirksklasse Posen                  |                             |                      |
| 1910-1911 | Bezirksklasse Niederlausitz         | Bezirksklasse Oberschlesien       | Bezirksklasse Niederschlesien          | Bezirksklasse Breslau                                     | Bezirksklasse Posen                  | Bezirksklasse Oberlausitz   |                      |
| 1911-1912 | Bezirksklasse Niederlausitz         | Liga-Klasse Oberschlesien         | Bezirksklasse Niederschlesien          | Bezirksklasse Breslau                                     | Bezirksklasse Posen                  | Bezirksklasse Oberlausitz   |                      |
| 1912-1913 | Bezirksklasse Niederlausitz         | Liga-Klasse Oberschlesien         | Bezirksklasse Niederschlesien          | Bezirksklasse Breslau                                     | Bezirksklasse Posen                  | Bezirksklasse Oberlausitz   |                      |
| 1913-1914 | Bezirksklasse Niederlausitz         | Bezirksklasse Oberlausitz         | Bezirksklasse Niederschlesien          | Bezirksklasse Breslau                                     | Bezirksklasse Posen                  | Bezirksklasse Oberschlesien |                      |
| 1919-1920 | Bezirksklasse Niederlausitz         | Bezirksklasse Oberlausitz         | Bezirksklasse Niederschlesien          | Bezirksklasse Mittelschlesien-Breslau                     |                                      | Bezirksklasse Oberschlesien |                      |
| 1920-1921 | Bezirksklasse Niederlausitz         | Bezirksklasse Oberlausitz         | Bezirksklasse Niederschlesien          | Bezirksklasse Mittelschlesien                             |                                      | Bezirksklasse Oberschlesien |                      |
| 1921-1922 | Bezirksklasse Niederlausitz         | Bezirksklasse Oberlausitz         | Bezirksklasse Niederschlesien          | Bezirksklasse Mittelschlesien                             |                                      | Bezirksklasse Oberschlesien |                      |
| 1922-1923 | Bezirksklasse Niederlausitz         | Bezirksklasse Oberlausitz         | Bezirksklasse Niederschlesien          | Bezirksklasse Mittelschlesien                             |                                      | Bezirksklasse Oberschlesien |                      |
| 1923-1924 | Bezirksklasse Niederlausitz         | Bezirksklasse Oberlausitz         | Bezirksklasse Niederschlesien          | Bezirksklasse Mittelschlesien                             |                                      | Bezirksklasse Oberschlesien |                      |
| 1924-1925 | Bezirksklasse Niederlausitz         | Bezirksklasse Oberlausitz         | Bezirksklasse Niederschlesien          | Bezirksklasse Mittelschlesien                             |                                      | Bezirksklasse Oberschlesien |                      |
| 1925-1926 | Bezirksklasse Niederlausitz         | Bezirksklasse Oberlausitz         | Bezirksklasse Niederschlesien          | Bezirksklasse Mittelschlesien                             | Bezirksklasse Bergland               | Bezirksklasse Oberschlesien |                      |
| 1926-1927 | Bezirksklasse Niederlausitz         | Bezirksklasse Oberlausitz         | Bezirksklasse Niederschlesien          | Bezirksklasse Mittelschlesien                             | Bezirksklasse Bergland               | Bezirksklasse Oberschlesien |                      |
| 1927-1928 | Bezirksklasse Niederlausitz         | Bezirksklasse Oberlausitz         | Bezirksklasse Niederschlesien          | Bezirksklasse Mittelschlesien                             | Bezirksklasse Bergland               | Bezirksklasse Oberschlesien |                      |
| 1928-1929 | Bezirksklasse Niederlausitz         | Bezirksklasse Oberlausitz         | Bezirksklasse Niederschlesien          | Bezirksklasse Mittelschlesien                             | Bezirksklasse Bergland               | Bezirksklasse Oberschlesien |                      |
| 1929-1930 | Bezirksklasse Niederlausitz         | Bezirksklasse Oberlausitz         | Bezirksklasse Niederschlesien          | Bezirksklasse Mittelschlesien                             | Bezirksklasse Bergland               | Bezirksklasse Oberschlesien |                      |
| 1930-1931 | Bezirksklasse Niederlausitz         | Bezirksklasse Oberlausitz         | Bezirksklasse Niederschlesien          | Bezirksklasse Mittelschlesien                             | Bezirksklasse Bergland               | Bezirksklasse Oberschlesien |                      |
| 1931-1932 | Bezirksklasse Niederlausitz         | Bezirksklasse Oberlausitz         | Bezirksklasse Niederschlesien          | Bezirksklasse Mittelschlesien                             | Bezirksklasse Bergland               | Bezirksklasse Oberschlesien |                      |
| 1932-1933 | Bezirksklasse Niederlausitz         | Bezirksklasse Oberlausitz         | Bezirksklasse Niederschlesien          | Bezirksklasse Mittelschlesien                             | Bezirksklasse Bergland               | Bezirksklasse Oberschlesien |                      |

|  | Un seul groupe                       |
|  | Plusieurs groupes avec un tour final |
|  | Pas de ligues                        |

## Palmarès

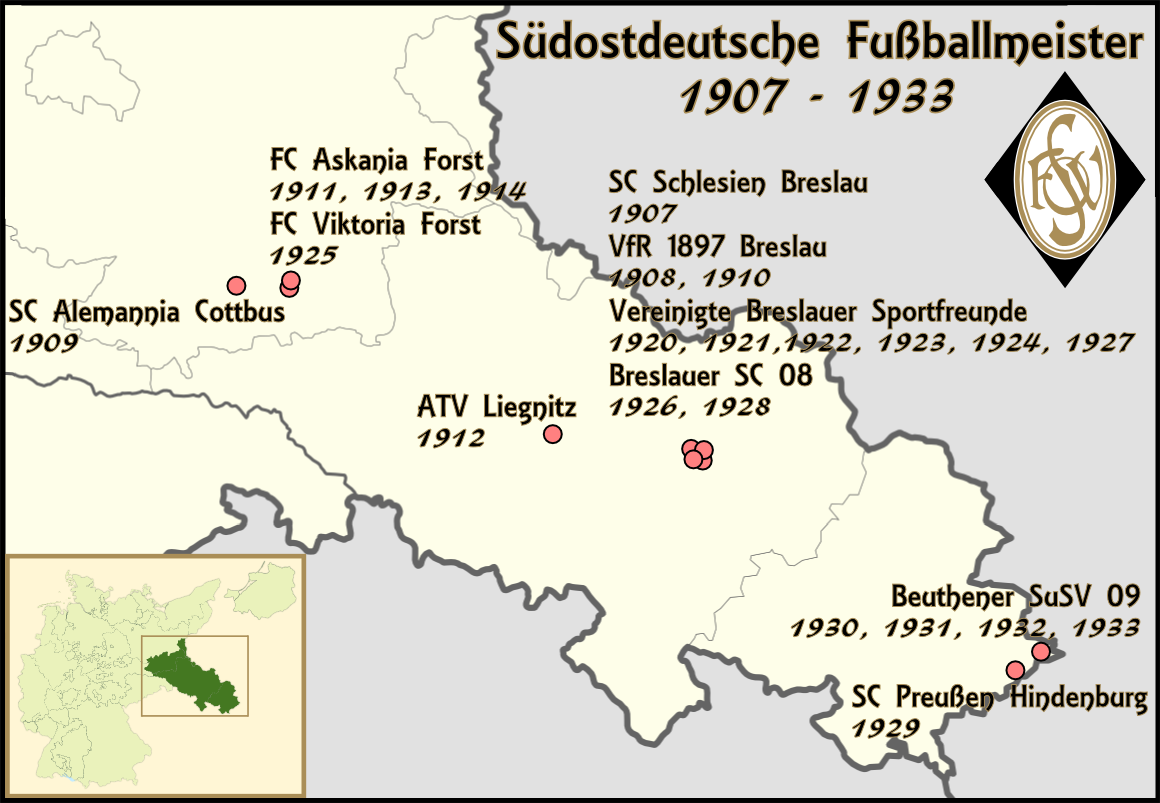
Clubs ayant remporté le championnat sud-est-allemand.

| Année     | Champion Sud-Est                       | Résultats nationaux | Champion d'Allemagne      |
| --------- | -------------------------------------- | ------------------- | ------------------------- |
| 1906-1907 | SC Schlesien 01 Breslau                | Quart de finale     | Freiburger FC             |
| 1907-1908 | VfR 1897 Breslau                       | Quart de finale     | Berliner FC Viktoria      |
| 1908-1909 | SC Alemannia 1896 Cottbus (de)         | Quart de finale     | Karlsruher FC Phönix (de) |
| 1909-1910 | VfR 1897 Breslau                       | Quart de finale     | Karlsruher FV             |
| 1910-1911 | FC Askania Forst (de)                  | Quart de finale     | Berliner FC Viktoria      |
| 1911-1912 | ATV 1896 Liegnitz (de)                 | Quart de finale     | Holstein Kiel             |
| 1912-1913 | FC Askania Forst (de)                  | Quart de finale     | VfB Leipzig               |
| 1913-1914 | FC Askania Forst (de)                  | Quart de finale     | SpVgg Fürth               |
| 1919-1920 | Vereinigte Breslauer Sportfreunde (de) | Demi-finale         | 1. FC Nürnberg            |
| 1920-1921 | Vereinigte Breslauer Sportfreunde (de) | Quart de finale     | 1. FC Nürnberg            |
| 1921-1922 | Vereinigte Breslauer Sportfreunde (de) | Quart de finale     | pas de champion           |
| 1922-1923 | Vereinigte Breslauer Sportfreunde (de) | Quart de finale     | Hamburger SV              |
| 1923-1924 | Vereinigte Breslauer Sportfreunde (de) | Quart de finale     | 1. FC Nürnberg            |
| 1924-1925 | FC Viktoria Forst (de)                 | 8e de finale        | 1. FC Nürnberg            |
| 1925-1926 | Breslauer SC 08                        | Quart de finale     | SpVgg Fürth               |
| 1926-1927 | Vereinigte Breslauer Sportfreunde (de) | 8e de finale        | 1. FC Nürnberg            |
| 1927-1928 | Breslauer SC 08                        | 8e de finale        | Hamburger SV              |
| 1928-1929 | SC Preußen 1910 Zaborze (Hindenburg)   | 8e de finale        | SpVgg Fürth               |
| 1929-1930 | Beuthener SuSV 09                      | 8e de finale        | Hertha BSC                |
| 1930-1931 | Beuthener SuSV 09                      | 8e de finale        | Hertha BSC                |
| 1931-1932 | Beuthener SuSV 09                      | 8e de finale        | FC Bayern München         |
| 1932-1933 | Beuthener SuSV 09                      | Quart de finale     | Fortuna Düsseldorf        |

1. ↑  En raison de contraintes de temps, la SOFV a programmé des éliminatoires pour la participation au championnat allemand avant la décision proprement dite du championnat. Le FC Viktoria Forst a gagné avec 6:1. Dans la décision finale pour le championnat d'Allemagne du Sud-Est qui a eu lieu plus tard, le Vereinigte Breslauer Sportfreunde (de) prévaut[4].

## Liens web
- Mario Tomao (Deutscher Sportclub für Fußballstatistiken e. V.): Fußball in Schlesien 1900/01 – 1932/33. (Veröffentlichung: Dezember 2007)
- Till Scholtz-Knobloch: Ausstellungstafeln Was vom Ruhm übrig bleibt ((de) Breslauer Fussballarchaeologie Nordvier19)
- Endrunde: Hardy Grüne: Vom Kronprinzen bis zur Bundesliga. In: Enzyklopädie des deutschen Ligafußballs. Band 1. AGON, Kassel 1996,  (ISBN 3-928562-85-1), S. 111–114.
- Hardy Grüne: Vereinslexikon (= Enzyklopädie des deutschen Ligafußballs. Band 7). 1. Auflage. AGON, Kassel 2001,  (ISBN 3-89784-147-9) (527 pages).
- Regional: webalice.it – GERMANY – LEAGUE FINAL TABLES
- Catégorie sur Commons
- Über 100 Jahre SOFV
- Website officiel de la DFB ("Fédération allemande de football")
- Archives des ligues allemandes depuis 1903
- Base de données du football allemand